# 키네울프 (웨식스)
키너울프(Cynewulf)는 757년부터 786년 그가 사망할 때까지 웨식스의 왕이었다. 그는 약 29년간 통치했다. 키너울프는 현대 영어로 옮기면 kin wolf로 늑대족이란 뜻이다.
그는 케르딕의 직계 후손이었다. 전임자인 시게버트가 퇴위된 후 왕위에 올랐다. 아마도 머시아의 애설발드의 후원을 받아 권력을 쥐게 되었을 것으로 추정되지만 애설발드는 짧은 치세 이후 암살되었다. 애설발트의 사망으로 머시아는 정치적 혼란을 겪었고 키너울프는 웨식스의 독립을 주장할 기회를 얻었다. 758년 무렵 그는 머시아로부터 버크셔를 빼앗았다. 키너울프는 또한 웨일스와 종종 전쟁을 벌였다.
779년 키너울프는 머시아의 왕 오파와 벌인 벤싱턴 전투에서 패배하였고 버크셔를 머시아에 돌려주었다. 런던 역시 머시아로 귀속되었을 것이다. 이 패배에도 불구하고, 키너울피가 오파에게 복속하였다는 증거는 없다.

## 살해

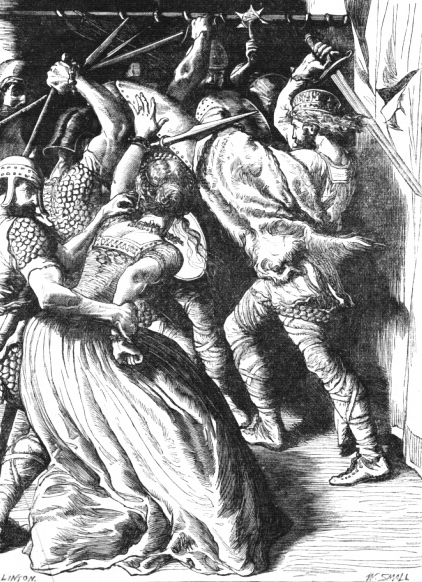
살해되는 키너울프. 카셀의 일러스트레이션.

786년 키너울프는 메르톤에 있는 정부의 집을 방문했다가 시게버트의 형제인 키너헤드에 의해 기습당했다. 격전 끝에 키너울프와 키너헤드 둘 다 사망하였고 키너울프는 윈체스터에 묻혔다.

## 앵글로색슨 연대기
다음은 《앵글로색슨 연대기》의 755년 기록이다.
 AD 755년. 올해 키너울프는 웨스트섹슨 의회의 동의 아래 세브라이트의 지위를 박탈했다. 세브라이트는 햄프셔에서 농성했으나 키너울프의 가장 오래된 원로를 살해한 뒤 사로잡혔다.그러자 키너울프는 그를 앤드레벳 숲으로 끌고갔고 프리벳 강에서 스웨인을 시켜 죽임으로서 장로 쿰브라의 원수를 갚았다 같은 해 키너울프는 브리튼인들과 많은 전투를 치렀다. 그리고 그는 대략 서른 한 번의 겨울이 지나는 동안 왕국을 지킨 후 세브라이트의 형제인 키너아드 왕자를 추방하고자 하였다. 그러나 키너아드는 왕이 메르톤의 한 여인을 방문하러 떠났다는 것을 알고 말을 달려 간신히 그가 먼저 저택 안으로 들어갈 수 있었다. 호위병들이 이를 알아차리고 저택을 애워쌌다. 왕이 당도하자 키너아드는 용감하게 문 밖으로 나가 자신을 변호했다. 그는 왕세자를 보고는 달려가 심한 상처를 입혔다. 그러자 왕이 그에게 달려들어 싸우기 시작하였고 둘 모두 죽고 말았다. 왕의 전사들은 여자처럼 소리지르며 울음을 터뜨리고 왕이 살해된 곳으로 달려갔다. 왕세자가 그들에게 목숨을 살려주고 부도 나누어 주겠다고 제안하였지만 싸움을 막을 수 없었고 양측 모두 전사하여 인질 한 명만이 살아남았을 때까지 싸웠다. 그날 아침 마을에 남겨져 있던 원로 오스릭과 세인 위버스는 뒤늦게 저택으로 향하다 왕이 살해되었다는 소식을 듣고 그 자리에서 멈췄다. 그들은 왕세자를 보고자 하였으나 읍성의 문은 이미 닫혀있었다. 그들은 문을 부수고자 하였다. 그들은 왕국을 넘긴다면 토지와 돈을 그대로 두겠다고 약속하였지만 읍성 안에서는 따르던 주군이 죽은 마당에 결코 그럴 수 없다고 대답하였다. 오스릭 측은 그들에게 너희들의 친족들이 이미 돌아섰고 나 역시 너희들을 버리지 않을 것이라 달랬지만, 국왕시해자들을 따를 수 없다는 답변이 돌아왔다. 싸움이 시작되자 성문은 부숴졌고 왕세자측은 모두 몰살당했다. 오직 세례받을 때 오스릭이 대부를 섰던 대자만이 부상을 당하긴 하였으나 죽임을 면하였다. 이와 같이 킨더울프는 서른 한 번의 겨울을 통치하였고 죽은 후 그의 몸은 윈체스터에 묻혔고 액스민스터의 후계자가 뒤를 이었다. 키너울프는 세르딕의 직계 후손이다. 

### 참조주
1. ↑  메르톤이라는 지명은 많기 때문에 정확히 어디에 있는 곳인지 알 수 없다.[1]

### 내용주
1. ↑  Swanton, Michael, 편집. (2000). 《The Anglo-Saxon Chronicles》. London, UK: Phoenix. 47 n. 12쪽. ISBN 978-1-84212-003-3.
2. ↑  Modern English Translation of the A-S Chronicle; The Medieval and Classical Literature Library